# Tournoi de tennis de Roumanie
Le tournoi de Roumanie, dénommé le BRD Nastase Tiriac Trophy, et informellement appelé Open de Roumanie, est un tournoi de tennis du circuit masculin de l'ATP Tour, joué depuis 1993. Il fait partie du Romanian Tennis Series, circuit composé du Challenger d'Arad, du Challenger de Brașov et enfin de l'Open de Roumanie (tournoi ATP 250). Il était anciennement dénommé le BCR Open Romania. Depuis 2011, le tournoi a changé de nom et est à présent dénommé le BRD Nastase Tiriac Trophy rendant hommage aux deux icônes roumaines du tennis Ilie Năstase et Ion Țiriac.
Il se dispute sur les courts en terre battue de Bucarest aux Arènes BNR. Il a été organisé au milieu du mois de septembre jusqu'en 2011 et était alors le dernier tournoi sur terre battue de la saison. Depuis 2012, il a été déplacé à la fin du mois d'avril et arrive donc au début de la saison sur terre battue.
Le joueur qui parvient à remporter trois titres consécutifs remporte du même coup le « Tiriac-Nastase Trophy » en cristal. Le seul joueur à avoir remporté plusieurs titres est le Français Gilles Simon (en 2007, 2008 et 2012).
En 2017, il disparaît du calendrier ATP, où il est remplacé par le tournoi de Budapest.
En 2024, il revient dans le calendrier ATP.

## Palmarès

### Simple
| No | Date       | Nom et lieu du tournoi              | Catégorie      | Dotation       | Surface        | Vainqueur              | Finaliste              | Score          |                |
| -- | ---------- | ----------------------------------- | -------------- | -------------- | -------------- | ---------------------- | ---------------------- | -------------- | -------------- |
| 1  | 13-09-1993 | Romanian Open, Bucarest             | World Series   | 500 000 $      | Terre (ext.)   | Goran Ivanišević       | Andreï Cherkasov       | 6-2, 7-65      |                |
| 2  | 12-09-1994 | Romanian Open, Bucarest             | World Series   | 525 000 $      | Terre (ext.)   | Franco Davín           | Goran Ivanišević       | 6-2, 6-4       |                |
| 3  | 11-09-1995 | Romanian Open, Bucarest             | World Series   | 1 350 000 $    | Terre (ext.)   | Thomas Muster          | Gilbert Schaller       | 6-3, 6-4       |                |
| 4  | 09-09-1996 | Romanian Open, Bucarest             | World Series   | 475 000 $      | Terre (ext.)   | Alberto Berasategui    | Carlos Moyà            | 6-1, 7-65      |                |
| 5  | 22-09-1997 | Romanian Open, Bucarest             | World Series   | 475 000 $      | Terre (ext.)   | Richard Fromberg       | Andrea Gaudenzi        | 6-1, 7-62      |                |
| 6  | 14-09-1998 | Romanian Open, Bucarest             | Int' Series    | 475 000 $      | Terre (ext.)   | Francisco Clavet       | Arnaud Di Pasquale     | 6-4, 2-6, 6-2  |                |
| 7  | 27-09-1999 | Gelsor Open Romania, Bucarest       | Int' Series    | 325 000 $      | Terre (ext.)   | Alberto Martín         | Karim Alami            | 6-2, 6-3       | Tableau        |
| 8  | 11-09-2000 | Gelsor Open Romania, Bucarest       | Int' Series    | 350 000 $      | Terre (ext.)   | Joan Balcells          | Markus Hantschk        | 6-4, 3-6, 7-61 | Tableau        |
| 9  | 10-09-2001 | Gelsor Open Romania, Bucarest       | Int' Series    | 375 000 $      | Terre (ext.)   | Younès El Aynaoui      | Albert Montañés        | 7-65, 7-62     | Tableau        |
| 10 | 09-09-2002 | Open Romania, Bucarest              | Int' Series    | 356 000 $      | Terre (ext.)   | David Ferrer           | José Acasuso           | 6-3, 6-2       | Tableau        |
| 11 | 08-09-2003 | BCR Open Romania, Bucarest          | Int' Series    | 355 000 $      | Terre (ext.)   | David Sánchez          | Nicolás Massú          | 6-2, 6-2       | Tableau        |
| 12 | 13-09-2004 | BCR Open Romania, Bucarest          | Int' Series    | 355 000 $      | Terre (ext.)   | José Acasuso           | Igor Andreev           | 6-3, 6-0       | Tableau        |
| 13 | 12-09-2005 | BCR Open Romania, Bucarest          | Int' Series    | 355 000 $      | Terre (ext.)   | Florent Serra          | Igor Andreev           | 6-3, 6-4       | Tableau        |
| 14 | 11-09-2006 | BCR Open Romania, Bucarest          | Int' Series    | 355 000 $      | Terre (ext.)   | Jürgen Melzer          | Filippo Volandri       | 6-1, 7-5       | Tableau        |
| 15 | 10-09-2007 | BCR Open Romania, Bucarest          | Int' Series    | 391 000 $      | Terre (ext.)   | Gilles Simon           | Victor Hănescu         | 4-6, 6-3, 6-2  | Tableau        |
| 16 | 08-09-2008 | BCR Open Romania, Bucarest          | Int' Series    | 349 000 €      | Terre (ext.)   | Gilles Simon           | Carlos Moyà            | 6-3, 6-4       | Tableau        |
| 17 | 21-09-2009 | BCR Open Romania, Bucarest          | ATP 250        | 398 250 €      | Terre (ext.)   | Albert Montañés        | Juan Mónaco            | 7-62, 7-66     | Tableau        |
| 18 | 20-09-2010 | BCR Open Romania, Bucarest          | ATP 250        | 368 450 €      | Terre (ext.)   | Juan Ignacio Chela     | Pablo Andújar          | 7-5, 6-1       | Tableau        |
| 19 | 19-09-2011 | BRD Nastase Tiriac Trophy, Bucarest | ATP 250        | 371 200 €      | Terre (ext.)   | Florian Mayer          | Pablo Andújar          | 6-3, 6-1       | Tableau        |
| 20 | 23-04-2012 | BRD Nastase Tiriac Trophy, Bucarest | ATP 250        | 398 250 €      | Terre (ext.)   | Gilles Simon           | Fabio Fognini          | 6-4, 6-3       | Tableau        |
| 21 | 22-04-2013 | BRD Nastase Tiriac Trophy, Bucarest | ATP 250        | 410 200 €      | Terre (ext.)   | Lukáš Rosol            | Guillermo García-López | 6-3, 6-2       | Tableau        |
| 22 | 21-04-2014 | BRD Nastase Tiriac Trophy, Bucarest | ATP 250        | 426 605 €      | Terre (ext.)   | Grigor Dimitrov        | Lukáš Rosol            | 7-62, 6-1      | Tableau        |
| 23 | 20-04-2015 | BRD Nastase Tiriac Trophy, Bucarest | ATP 250        | 439 405 €      | Terre (ext.)   | Guillermo García-López | Jiří Veselý            | 7-65, 7-611    | Tableau        |
| 24 | 18-04-2016 | BRD Nastase Tiriac Trophy, Bucarest | ATP 250        | 463 520 €      | Terre (ext.)   | Fernando Verdasco      | Lucas Pouille          | 6-3, 6-2       | Tableau        |
|    | 2017-2023  | Pas de tournoi                      | Pas de tournoi | Pas de tournoi | Pas de tournoi | Pas de tournoi         | Pas de tournoi         | Pas de tournoi | Pas de tournoi |
| 25 | 15-04-2024 | Tiriac Open, Bucarest               | ATP 250        | 579 320 €      | Terre (ext.)   | Márton Fucsovics       | Mariano Navone         | 6-4, 7-5       | Tableau        |
| 26 | 31-03-2025 | Tiriac Open, Bucarest               | ATP 250        | 596 035 €      | Terre (ext.)   | Flavio Cobolli         | Sebastián Báez         | 6-4, 6-4       | Tableau        |

### Double
| No | Date       | Nom et lieu du tournoi              | Catégorie      | Dotation       | Surface        | Vainqueurs                           | Finalistes                              | Score               |                |
| -- | ---------- | ----------------------------------- | -------------- | -------------- | -------------- | ------------------------------------ | --------------------------------------- | ------------------- | -------------- |
| 1  | 13-09-1993 | Romanian Open, Bucarest             | World Series   | 500 000 $      | Terre (ext.)   | Menno Oosting Libor Pimek            | George Cosac Ciprian Petre Porumb       | 7-6, 7-6            |                |
| 2  | 12-09-1994 | Romanian Open, Bucarest             | World Series   | 525 000 $      | Terre (ext.)   | Wayne Arthurs Simon Youl             | Jordi Arrese José Antonio Conde         | 6-4, 6-4            |                |
| 3  | 11-09-1995 | Romanian Open, Bucarest             | World Series   | 1 350 000 $    | Terre (ext.)   | Mark Keil Jeff Tarango               | Cyril Suk Daniel Vacek                  | 6-4, 7-6            |                |
| 4  | 09-09-1996 | Romanian Open, Bucarest             | World Series   | 475 000 $      | Terre (ext.)   | David Ekerot Jeff Tarango            | David Adams Menno Oosting               | 7-6, 7-6            |                |
| 5  | 22-09-1997 | Romanian Open, Bucarest             | World Series   | 475 000 $      | Terre (ext.)   | Luis Lobo Javier Sánchez             | Hendrik Jan Davids Daniel Orsanic       | 7-5, 7-5            |                |
| 6  | 14-09-1998 | Romanian Open, Bucarest             | Int' Series    | 475 000 $      | Terre (ext.)   | Andrei Pavel Gabriel Trifu           | George Cosac Dinu Pescariu              | 7-6, 7-6            |                |
| 7  | 27-09-1999 | Gelsor Open Romania, Bucarest       | Int' Series    | 325 000 $      | Terre (ext.)   | Lucas Arnold Ker Martín García       | Marc-Kevin Goellner Francisco Montana   | 6-3, 2-6, 6-3       | Tableau        |
| 8  | 11-09-2000 | Gelsor Open Romania, Bucarest       | Int' Series    | 350 000 $      | Terre (ext.)   | Alberto Martín Eyal Ran              | Devin Bowen Mariano Hood                | 7-64, 6-1           | Tableau        |
| 9  | 10-09-2001 | Gelsor Open Romania, Bucarest       | Int' Series    | 375 000 $      | Terre (ext.)   | Aleksandar Kitinov Johan Landsberg   | Pablo Albano Marc-Kevin Goellner        | 6-4, 65-7, [10-6]   | Tableau        |
| 10 | 09-09-2002 | Open Romania, Bucarest              | Int' Series    | 356 000 $      | Terre (ext.)   | Jens Knippschild Peter Nyborg        | Emilio Benfele Álvarez Andrés Schneiter | 6-3, 6-3            | Tableau        |
| 11 | 08-09-2003 | BCR Open Romania, Bucarest          | Int' Series    | 355 000 $      | Terre (ext.)   | Karsten Braasch Sargis Sargsian      | Simon Aspelin Jeff Coetzee              | 7-67, 6-2           | Tableau        |
| 12 | 13-09-2004 | BCR Open Romania, Bucarest          | Int' Series    | 355 000 $      | Terre (ext.)   | Lucas Arnold Ker Mariano Hood        | José Acasuso Óscar Hernández            | 7-65, 6-1           | Tableau        |
| 13 | 12-09-2005 | BCR Open Romania, Bucarest          | Int' Series    | 355 000 $      | Terre (ext.)   | José Acasuso Sebastián Prieto        | Victor Hănescu Andrei Pavel             | 6-3, 4-6, 6-3       | Tableau        |
| 14 | 11-09-2006 | BCR Open Romania, Bucarest          | Int' Series    | 355 000 $      | Terre (ext.)   | Mariusz Fyrstenberg Marcin Matkowski | Martín García Luis Horna                | 65-7, 7-65, [10-8]  | Tableau        |
| 15 | 10-09-2007 | BCR Open Romania, Bucarest          | Int' Series    | 391 000 $      | Terre (ext.)   | Oliver Marach Michal Mertiňák        | Martín García Sebastián Prieto          | 7-62, 7-68          | Tableau        |
| 16 | 08-09-2008 | BCR Open Romania, Bucarest          | Int' Series    | 349 000 €      | Terre (ext.)   | Nicolas Devilder Paul-Henri Mathieu  | Mariusz Fyrstenberg Marcin Matkowski    | 7-64, 69-7, [22-20] | Tableau        |
| 17 | 21-09-2009 | BCR Open Romania, Bucarest          | ATP 250        | 398 250 €      | Terre (ext.)   | František Čermák Michal Mertiňák     | Johan Brunström Jean-Julien Rojer       | 6-2, 6-4            | Tableau        |
| 18 | 20-09-2010 | BCR Open Romania, Bucarest          | ATP 250        | 368 450 €      | Terre (ext.)   | Juan Ignacio Chela Łukasz Kubot      | Marcel Granollers Santiago Ventura      | 6-2, 5-7, [13-11]   | Tableau        |
| 19 | 19-09-2011 | BRD Nastase Tiriac Trophy, Bucarest | ATP 250        | 371 200 €      | Terre (ext.)   | Daniele Bracciali Potito Starace     | Julian Knowle David Marrero             | 3-6, 6-4, [10-8]    | Tableau        |
| 20 | 23-04-2012 | BRD Nastase Tiriac Trophy, Bucarest | ATP 250        | 398 250 €      | Terre (ext.)   | Robert Lindstedt Horia Tecău         | Jérémy Chardy Łukasz Kubot              | 7-62, 6-3           | Tableau        |
| 21 | 22-04-2013 | BRD Nastase Tiriac Trophy, Bucarest | ATP 250        | 410 200 €      | Terre (ext.)   | Max Mirnyi Horia Tecău               | Lukáš Dlouhý Oliver Marach              | 4-6, 6-4, [10-6]    | Tableau        |
| 22 | 21-04-2014 | BRD Nastase Tiriac Trophy, Bucarest | ATP 250        | 426 605 €      | Terre (ext.)   | Jean-Julien Rojer Horia Tecău        | Mariusz Fyrstenberg Marcin Matkowski    | 6-4, 6-4            | Tableau        |
| 23 | 20-04-2015 | BRD Nastase Tiriac Trophy, Bucarest | ATP 250        | 439 405 €      | Terre (ext.)   | Marius Copil Adrian Ungur            | Nicholas Monroe Artem Sitak             | 3-6, 7-5, [17-15]   | Tableau        |
| 24 | 18-04-2016 | BRD Nastase Tiriac Trophy, Bucarest | ATP 250        | 463 520 €      | Terre (ext.)   | Florin Mergea Horia Tecău            | Chris Guccione André Sá                 | 7-5, 6-4            | Tableau        |
|    | 2017-2023  | Pas de tournoi                      | Pas de tournoi | Pas de tournoi | Pas de tournoi | Pas de tournoi                       | Pas de tournoi                          | Pas de tournoi      | Pas de tournoi |
| 25 | 15-04-2024 | Tiriac Open, Bucarest               | ATP 250        | 579 320 €      | Terre (ext.)   | Sadio Doumbia Fabien Reboul          | Harri Heliövaara Henry Patten           | 6-3, 7-5            | Tableau        |
| 26 | 31-03-2025 | Tiriac Open, Bucarest               | ATP 250        | 596 035 €      | Terre (ext.)   | Marcel Granollers Horacio Zeballos   | Jakob Schnaitter Mark Wallner           | 7-63, 6-4           | Tableau        |